# Elapomorphus
Elapomorphus är ett släkte av ormar som ingår i familjen snokar. Släktet tillhör underfamiljen Dipsadinae som ibland listas som familj.
Arterna är med en längd mindre än 75 cm små ormar. De förekommer i Sydamerika. Habitatet kan variera. Individerna gräver ofta i lövskiktet eller i det översta jordlagret. Som föda antas daggmaskar och andra ryggradslösa djur. Fortplantningssättet är inte känt.

Arter enligt The Reptile Database:
- Elapomorphus quinquelineatus
- Elapomorphus wuchereri

Catalogue of Life listar dessutom följande arter som av The Reptile Database flyttas till andra släkten:
- Elapomorphus lemniscatus
- Elapomorphus lepidus
- Elapomorphus spegazzinii